# Barlang

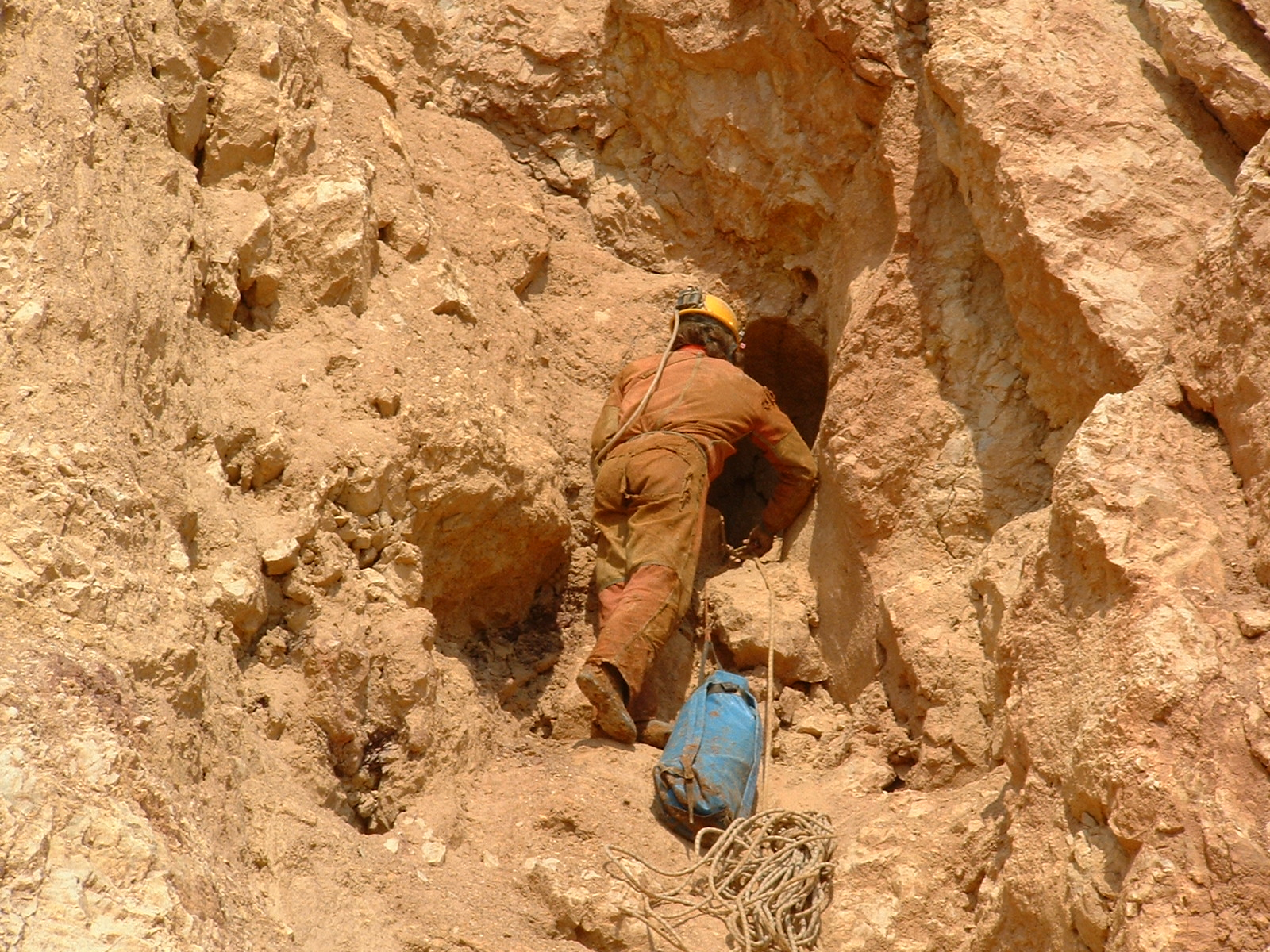
A Nincskegyelem-aknabarlang bejárata

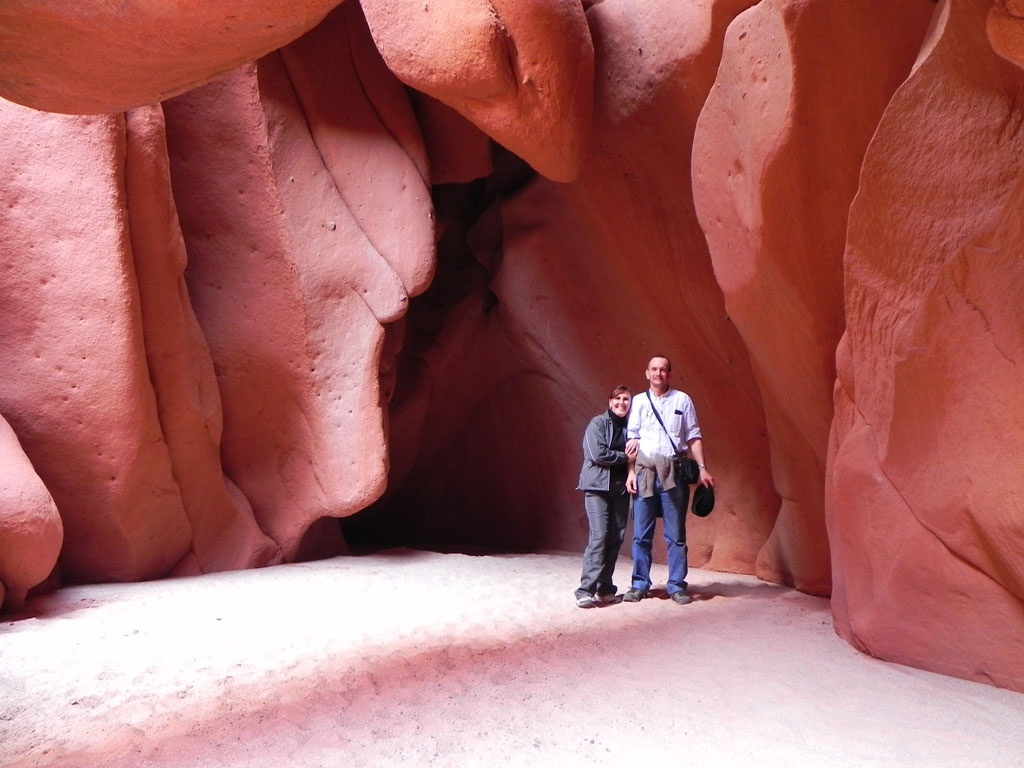
Acsibi-barlang, Argentína

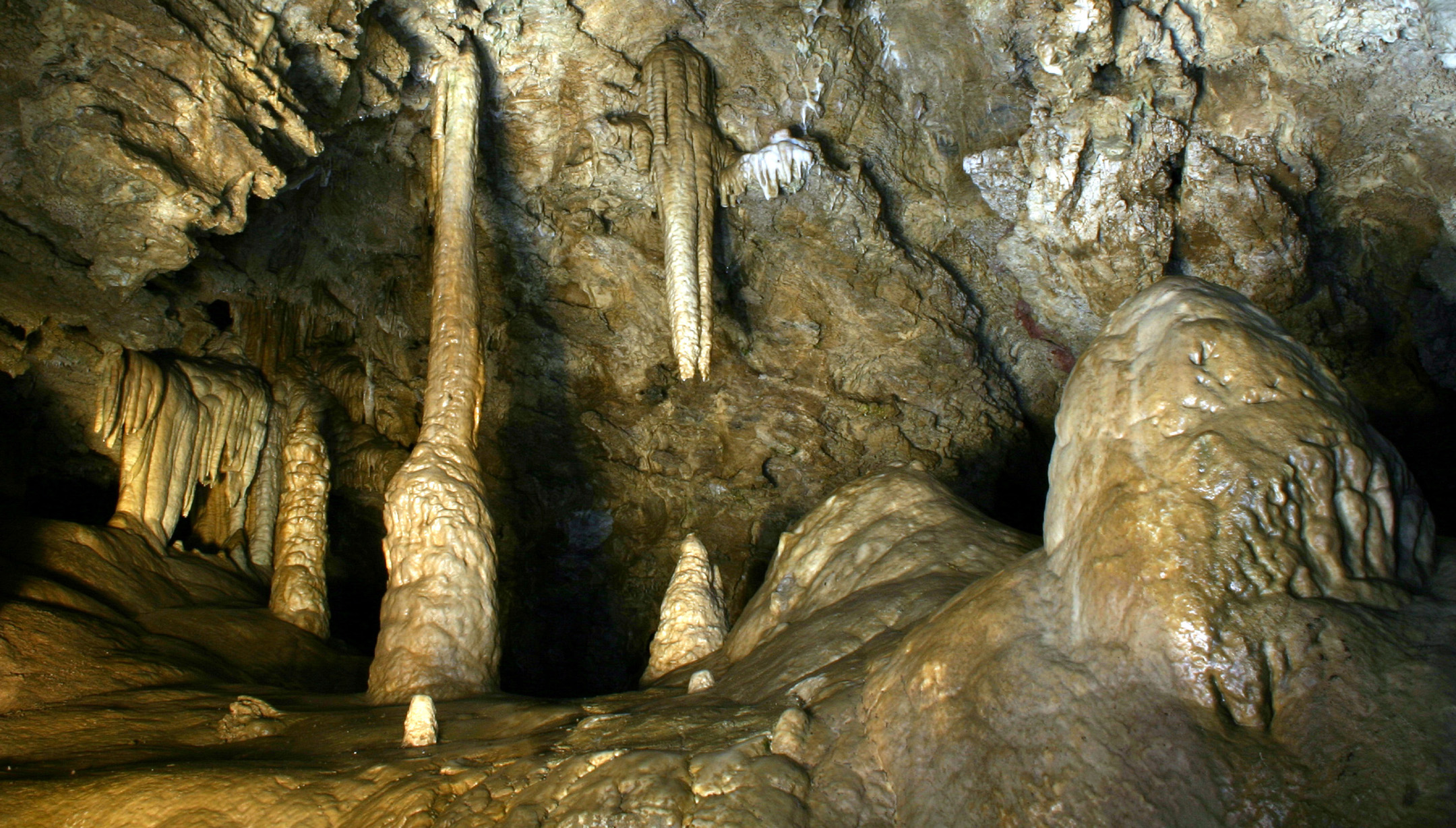
Cseppkőbarlang, Oregon, Egyesült Államok

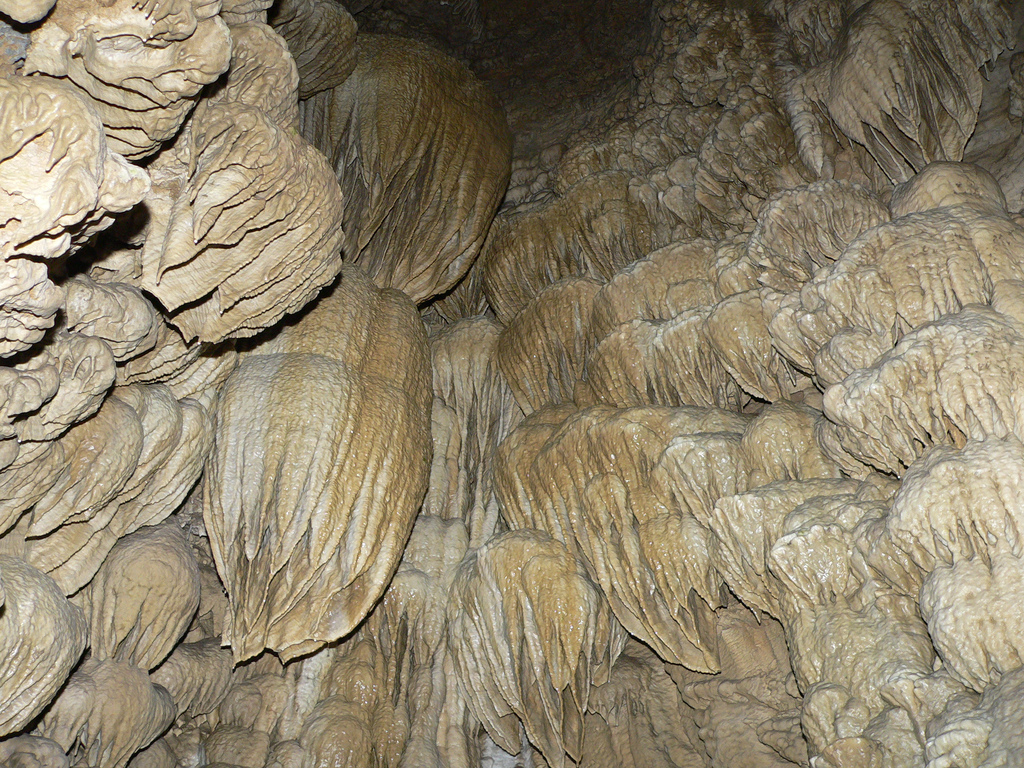
Cseppkő medúzák, Oregon, Egyesült Államok

A barlang a Föld szilárd kérgében, természetes úton létrejött, két méternél hosszabb, ember által járható üreg. Tudománya a szpeleológia, más néven barlangtan. Feltárói, tanulmányozói, bejárói a barlangkutatók vagy barlangászok. A többnyire társadalmi munkában végzett tevékenységük a barlangkutatás vagy barlangászat.

## Kutatásuk
Feltáró tevékenységre azért van szükség, mert a barlangok belsejéből például rengeteg földtörténeti, őslénytani, régészeti, vízügyi ismeret szerezhető meg, továbbá jelentős esztétikai értéket képviselnek, ugyanakkor az összes létező üreg elenyésző százaléka férhető hozzá közvetlenül a felszínről, teljes terjedelmében. Például az Aggteleki Nemzeti Park területén lévő, ma már közismert barlangok közül egyedül a Baradla egy viszonylag rövid szakasza volt "magától", ősidők óta ismert és bejárható. Az összes többi (a Baradla főága a Vaskaputól Jósvafőig, a Styx-ág a Domica felé, az egyéb mellékágak, a Béke-barlang, Szabadság-barlang, Vass Imre-barlang, Kossuth-barlang, Meteor-barlang, az esztramosi barlangok stb.) a barlangkutatók áldozatos munkájának az eredménye. A még ismeretlen, nyitott bejáratok felfedezésére elsősorban terepbejárással nyílik lehetőség, míg a már ismert barlangok további szakaszainak feltárása többnyire a szűkületek kitágításával, az esetleg felhalmozódott kitöltő anyag (törmelék, agyag) áthelyezésével, kürtők kimászásával, szifonok átúszásával (barlangi búvárkodás) történik.

## Védelmük
Magyarországon a természetvédelmi törvény erejénél fogva minden barlang ex lege védett természeti érték (azaz az újonnan felfedezett barlangok is automatikusan védetté válnak). Ezért az új felfedezéseket haladéktalanul be kell jelenteni a természetvédelmi hatóságnak.

## Kialakulásuk
Egy barlang vizsgálata során a legelső kérdés általában az, hogyan keletkezett. Szpeleogenetikának azt a tudományágat nevezzük, amelyik az eltérő kőzetsajátosságokat és a rájuk ható természeti erők eredményeit a barlangképződés szempontjából vizsgálja.
A barlangokat alapvetően két csoportra oszthatjuk, ezek a szingenetikus, tehát a kőzet létrejöttekor kialakult barlangok, illetve a posztgenetikus (más néven epigenetikus), tehát az eredetileg tömör kőzetben utólag létrejött barlangok. Egy-egy barlang kialakulása általában nem tudható be csak egyetlen tényezőnek, hanem azok egymással összefüggésben alakítják ki, vagy formálják át őket (például egy tektonikus repedésekkel teli hegy belsejében nagyobb intenzitással indulhat be a karsztosodás, ám később egy újabb földrengés hatására egyes járatok beomolhatnak, viszont az újonnan keletkezett repedéseken keresztül feltörhet hévíz, ami viszont tovább segíti a már meglévő járatok oldódását).

### Szingenetikus barlangok

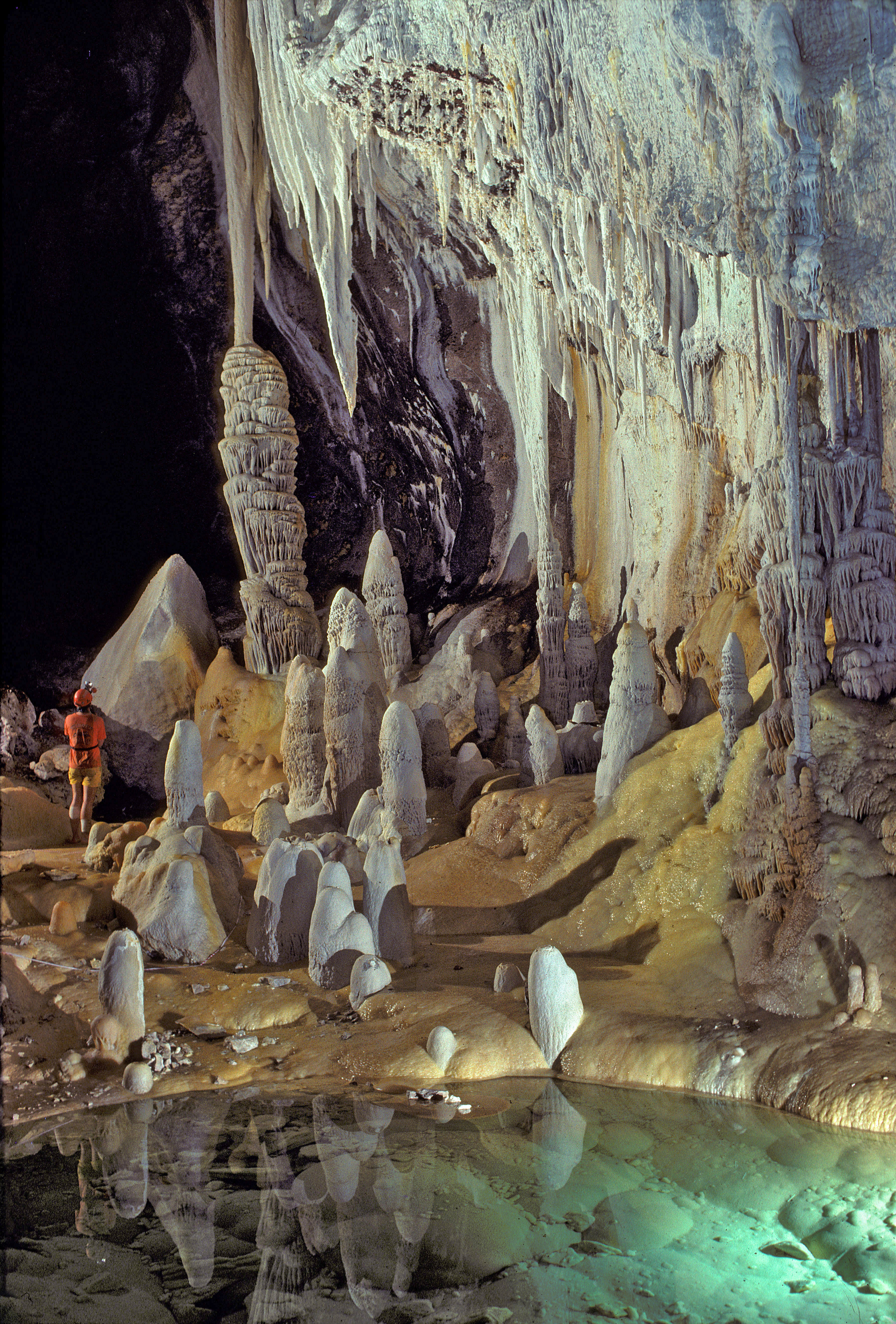
A Lechuguilla-barlang Új-Mexikóban

A barlangok egyik fajtája a szingenetikus (amelynek a jelentése: együtt keletkezett) barlangok, melyek a befoglaló kőzet keletkezésével egy időben jöttek létre. A leggyakoribb szingenetikus barlangtípusok a következők:
Lávacsatorna
Egy vulkánkitörés után a lávafolyásoknak először a külső "burka" szilárdul meg, így ha újra megindul benne a láva, akár több km hosszú "cső" is kialakulhat.
Kristálykamra
A forró lávából kiváló gáz gyakran buborékot alkot, mely a kihűléssel rögzül. Ezeknek nincs természetes bejárata, bányászati tevékenység során találnak rájuk. Nagyon szép kristályok borítják belülről, innen kapta a nevét.
Mésztufabarlang
A mésszel telített vizű karsztpatakok vízeséseinek lábánál a lezuhanó és szétszóródó, porladó vízből, a víztükörtől bizonyos távolságra lassanként mésztufa-dombok, -gátak épülnek, amelyek idővel a tulajdonképpeni vízfolyást és vízesést körülölelik, sőt később be is boltozhatják. Ehhez a folyamathoz hozzájárul a vízesések küszöbén fennakadó ágak, fűszálak, mohok lassan elmeszesedő, alálógó függönye is, amely újabb és újabb térrészecskéket zár el a napvilágtól. Az elsődleges mésztufabarlangok nem alkotnak kiterjedt, összefüggő nagyobb barlanghálózatot, hanem csak egymástól elszigetelt, kisebb természetes fülkék sorozatát, amelyeket mesterségesen vájt folyosók készítésével az ember fejleszthet egységes barlangrendszerré. Magyarországon több ilyen keletkezésű mésztufabarlang a Pécsett található Tettyei-mésztufabarlang, lillafüredi Anna-barlang, tatai Feszti-barlang, valamint a világ egyetlen olyan mésztufabarlangja, mely egy világváros történelmi központja alatt húzódik: a Budai Vár-barlang. Ez utóbbinak teljes hossza meghaladja a 4 km-t, több szintes rendszere az egész Várnegyedet behálózza.
Korallbarlangok
A tengerfenéken élő, mész-szirteket építő koralltelepek állatkái, ágas-bogas lakhelyeiket készítve, gyakran üregeket zárnak körül, s így formálják e kétségtelenül érdekes, de ritkán szárazra kerülő kisebb barlangüregeket.

### Posztgenetikus barlangok
Ezeket posztgenetikus vagy epigenetikus (amelyeknek a jelentése: később keletkezett) üregeknek nevezzük.
A legfontosabb másodlagos barlangképző hatások, illetve folyamatok a következők:
- a Föld kérgében végbemenő mechanikai feszültségkiegyenlítődések okozta, ún. tektonikus mozgások,
- a víz oldó (korróziós) hatása (ezt a folyamatot nevezzük karsztosodásnak)
- a víz erőművi koptató (eróziós) hatása
- alárendeltebb fontossággal a szél munkája.

A leggyakoribb posztgenetikus barlangtípusok a következők:
Kőzethasadék-barlangok
Más néven szerkezeti barlangok: a Föld szilárd kérgét formáló, ún. hegyképző vagy tektonikus erők hozzák létre őket. E hasadékok néha több méter szélesek, több száz méter hosszúak és mélyek lehetnek, s egymást sokszor rácsos alaprajzú szövevényes keresztezésekkel harántolva át, igen bonyolult, labirintusszerű hasadékbarlang-rendszereket képezhetnek.
Korróziós barlangok
Ide soroljuk a hévizes barlangokat és azokat a karsztos barlangokat, amiket a víz oldó hatása alakított ki. Ilyen üregek általában a mészkőben alakulnak ki, de ritkán kifejlődhetnek más kőzetben is (például dolomitban). Kősóban és gipszben igen hosszú járatrendszerek alakulhatnak így ki.
- Elsődlegesen karsztosodás útján alakultak ki Magyarországon a legnagyobb barlangok, egyben ezeknek a legváltozatosabb a formakincse (például különböző fajta cseppkövek). Három különleges barlangtípust is megfigyelhetünk, ezek a forrásbarlangok, az átmenő barlangok és a víznyelőbarlangok.
  - Forrásbarlangnak nevezünk egy barlangot, ha a forrás a barlangon belül tör felszínre, majd a(z egyik) bejáraton át folytatódik tovább a felszínen.
  - Az átmenő barlangok onnan kapták nevüket, hogy egyetlen patak folyik keresztül rajtuk - valamint egyetlen be- és kijáratuk van, amelyek között folyamatos a lejtés.
  - A víznyelőbarlangok általában függőleges kiterjedésű aknabarlangok, másik nevük a zsombolyok. Ezeknek a bejárata általában egy töbörből nyílik.
- A Föld mélyéről feltörő hévizek rendszerint igen sok oldott kémiai anyagot tartalmaznak, a bennük gyakori szénsav, és a gyakran előforduló kénsav nagyon erőteljesen képes a hasadékokat üregekké tágítani.
- Ha találkozik egymással a felülről befolyó karsztvíz és az alulról feltörő hévíz, az ún. keveredési korrózió segíti a barlang keletkezését.

Abráziós barlangok
Az abráziós barlangokat a tengervíz hullámmozgásának ereje és a hullámzó víz által mozgatott partszegélyi kőzettörmelék eróziós koptatómunkája hozta létre. Híres példájuk a Mull szigetén kialakult Fingal-barlang.
Gleccserbarlangok
A gleccserek és a jéghegyek belsejében összegyűlő olvadékvizek gyakran szerteágazó és nagyméretű barlanghálózatokat képesek a jégtömbben kioldani. Ha a jégtömeg belsejében mozgó olvadékvizek elérik a jégtömb talpát, a jég alatti kőzet apró törmelékszemcséit is magukkal sodorhatják a vízfolyások. Az ilyen folyók mederágyukat ezután már csiszolómunkával bővítik tovább, így a barlangképződés üteme jelentősen felgyorsul, de most már az üreg formálásában a fő szerepet nem a korróziós oldás, hanem a víz hordalékmozgásának mechanikai koptatóhatása, az ún. erózió jelenti. (Sok kutató a jégben képződő üregeket nem tekinti barlangnak, mert a jég nem a Föld kőzetburkának a része.)
Deflációs barlangok
Ide soroljuk a szél által kifújt, általában sivatagokban, puhább kőzetekben keletkező üregeket.

## A barlangi klíma
- A barlangokra jellemző a hőmérsékleti kiegyenlítettség, ez mindig az adott terület évi középhőmérsékletével megegyező értéket jelent (Magyarországon 10-13 °C). A levegő hőmérséklete télen, nyáron és minden évszakban legfeljebb csak 1-2 °C-kal változik, de leginkább csak a bejárati szakaszban.
- Az ősember egyrészt a hőmérséklet eme kiegyenlítettsége miatt választotta lakóhelyéül a barlangokat. A pleisztocén folyamán még a felmelegedések idején is hidegebb volt az éghajlat, mint ma, így érthető, ha a télen-nyáron egyforma, jól kibírható klímájú barlangokba költöztek.
- Magas a barlangi levegő relatív páratartalma. A tipikus barlangi részek értékei 98-99% érték körül mozognak, a hőmérséklethez hasonlóan ez a tényező is egyforma minden évszakban.
- Egyes barlangokban, főleg a barlangrendszereknek számító nagyobbakban különböző irányú és jelentőségű légmozgást (huzatot) tapasztalhatunk. Általában légmozgásváltozással függ össze a jégbarlangok keletkezése.

## Jeges barlangok
Jégbarlangoknak azokat a barlangokat nevezzük, amelyeknek (vagy egyes szakaszaiknak) hőmérséklete nulla °C alatti, így a barlangban tartósan megmarad a jég. Ennek oka rendszerint az, hogy a bejárat körzetének évi középhőmérséklete fagypont alatti. Lehet ez egy magashegyi barlang (például az Eisriesenwelt – Ausztria), vagy egy északra nyíló völgy zsákszerű meredek barlangbejárata, ahova télen a hideg levegő könnyen befolyik, és nyáron huzat hiányában bentreked (például Dobsinai-jégbarlang, Szilicei-jégbarlang – Szlovákia). A Dobsinai-jégbarlang jó példája az érzékeny klimatológiai egyensúlynak:
mikor a jégbarlangot összekötötték a Stratenai-barlangrendszer járataival, a megváltozott huzatviszonyok miatt a hosszú idő alatt felhalmozódott jégtömeg olvadni kezdett, s mikor az átjárót ajtóval lezárva megszüntették a huzatot, a jelenség megszűnt, visszaálltak a jól ismert régi viszonyok. Magyarországon két jegesbarlang van. Az egyik a Zempléni-hegységben, Telkibányán található Telkibányai-jegesbarlang, a másik a Szeles-barlang.

## Magyar rekordok

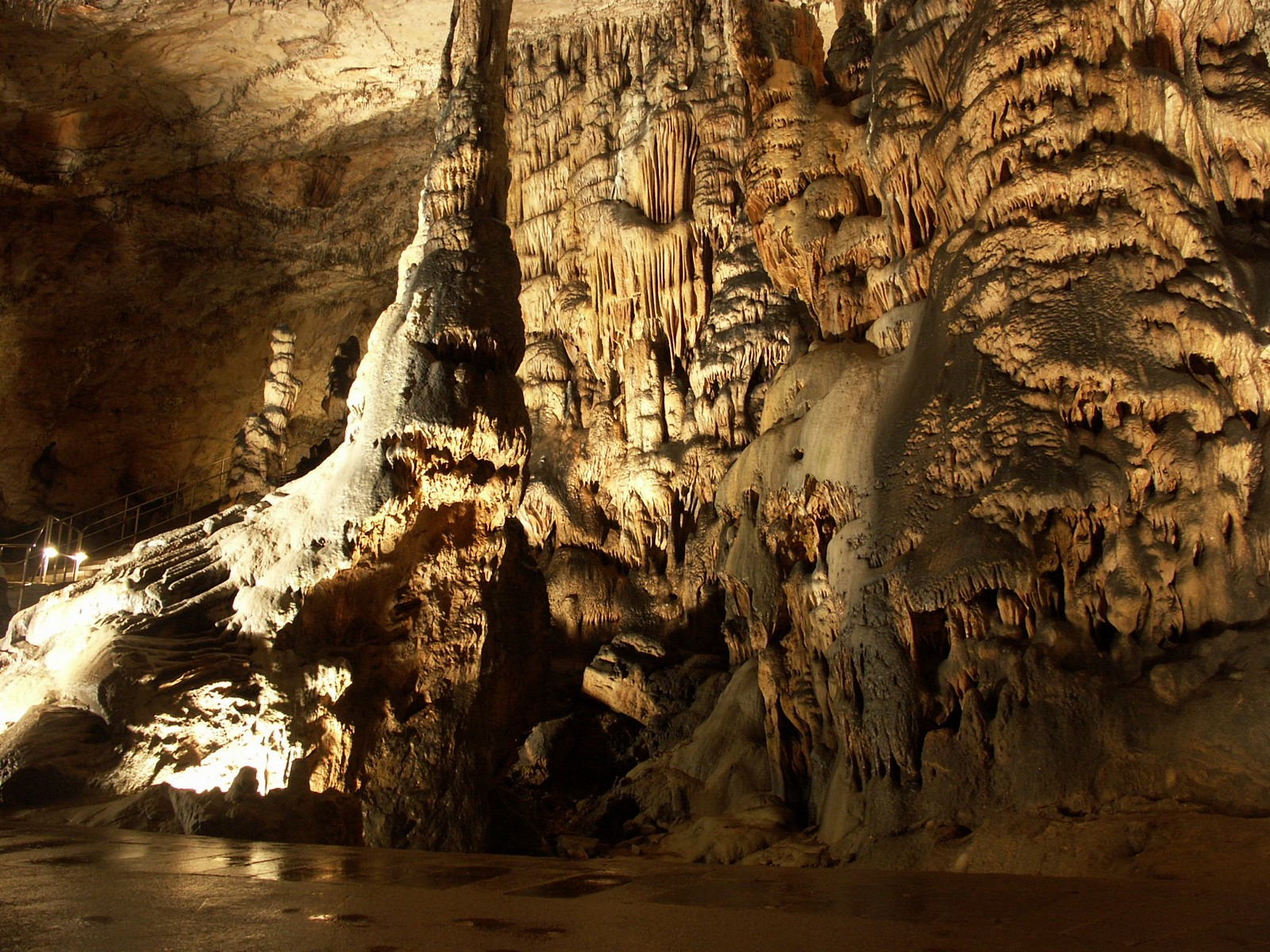
Részlet a Baradla–Domica-barlangrendszerből

Magyarországon 2023 szeptemberében összesen 4173 barlangot tartottak számon a barlangnyilvántartásban. Ezeknek összhosszúsága meghaladta a 270 kilométert. A magyar barlangok közül 2620-nak a hossza még a 10 métert sem éri el. 229 barlang 100 méternél hosszabb, és csupán 35 olyan van, amelynek hosszúsága meghaladja az 1 kilométert.
2021. novemberi adatok
Leghosszabbak
1. Pál-völgyi-barlangrendszer 32 050 méter
2. Baradla–Domica-barlangrendszer 25 120 méter (a magyarországi szakasz 22 000 méter)
3. Ariadne-barlangrendszer 19 300 méter
4. Tapolcai-barlangrendszer 14 930 méter
5. István-lápai-barlang 8700 méter
6. Béke-barlang 7183 méter
7. Ferenc-hegyi-barlang 6700 méter
8. Csodabogyós-barlang 6400 méter
9. Molnár János-barlang 6000 méter
10. József-hegyi-barlang 5677 méter

Legnagyobb függőleges kiterjedésűek
(a legmagasabban és a legmélyebben található pontjuk alapján)
1. Bányász-barlang 274,9 méter
2. István-lápai-barlang 254 méter
3. Vecsembükki-zsomboly 236 méter
4. Ariadne-barlangrendszer 206 méter
5. Kessler Hubert-barlang 201,1 méter
6. Alba Regia-barlang 200,2 méter
7. Jáspis-barlang 189,6 méter
8. Ajándék-barlang 181,2 méter
9. Fekete-barlang 174 méter
10. Naszályi-víznyelőbarlang 173 méter

Legmélyebbek
(a [legmagasabban lévő] bejáratuktól számított mélység alapján)
1. Bányász-barlang 303 méter
2. István-lápai-barlang 247 méter
3. Vecsembükki-zsomboly 234 méter
4. Alba Regia-barlang 200,2 méter
5. Kessler Hubert-barlang 195 méter
6. Jáspis-barlang 189,6 méter
7. Ajándék-barlang 185 méter
8. Naszályi-víznyelőbarlang 170 méter
9. Fekete-barlang 169 méter
10. Diabáz-barlang 159 méter

Legnagyobb terem
- A Baradla-barlangban található Óriások terme, amely 120 méter hosszú, átlagosan 36–38 méter széles, a legszélesebb részén 56 méter széles és átlagosan 25 méter magas, a legmagasabb részén 31 méter magas. Az alapterülete körülbelül 4000 m², a térfogata körülbelül 50 000 m³.

Legnagyobb barlangi tó
- A Tapolcai-barlangrendszerben található egy 23–25 méter átmérőjű tó, amely körülbelül 150 m² felszínű és a vizének a hőmérséklete 21 °C.

Legmélyebb egybefüggő akna
- A Vecsembükki-zsombolyban található. 83 méter mély.
- A Szabó-pallagi-zsomboly Drúz-aknája a 102 méteres mélységével majdnem annak számít, nyolc méter mélységtől 110 méter mélységig tart, de a 45 méteren található, Erkély nevű, nagy párkány eléggé elkülöníti a felső és az alsó részét. A Drúz-akna kürtőnek is tekinthető, mert a hozzá vezető járatokból alulra és felülre is el lehet indulni a Drúz-aknában.

## Nemzetközi rekordok
A tíz leghosszabb barlang
1. Mamut-barlangrendszer, USA, Kentucky, 685,6 km
2. Sistema Ox Bel Ha(wd), Mexikó, 435,8 km
3. Suanghedong-barlangrendszer, Kína, 417.6 km
4. Sistema Sac Actun / Sistema Dos Ojos, Mexikó, 386.1 km
5. Jewel Cave, USA, Dél-Dakota, 353,85 km
6. Wind Cave, USA, Dél-Dakota, 266,8 km
7. Optimiszticsna, Ukrajna, 264,5 km
8. Gua Air Jernih, Malajzia, 255,9 km
9. Lechuguilla Cave, USA, Új-Mexikó, 244,7 km
10. Fisher Ridge Cave System, USA, Kentucky, 212,1 km

A tíz legmélyebb barlang
1. Verjovkin-barlang, Grúzia, 2223 méter
2. Kruber-barlang, Grúzia, 2197 méter
3. Sarma-barlang, Grúzia, 1830 méter
4. Sznezsnaja-barlang, Grúzia, 1760 méter
5. Gouffre Mirolda(wd) / Lucien Bouclier, Franciaország, 1626 méter
6. Lamprechtsofen Vogelschacht Weg Schacht, Ausztria, 1632 méter
7. Reseau Jean Bernard, Franciaország, 1602 méter
8. Torca del Cerro del Cuevón (T.33)-Torca de las Saxifragas, Spanyolország, 1589 méter
9. Hirlatzhöhle(wd), Ausztria, 1560 méter
10. Sistema Huautla, Mexikó, 1560 méter

A legnagyobb egybefüggő függőleges akna 603 méter mély, és a Vrtiglavica-barlangban, Szlovéniában található. Ezt követi a Patkov gušt 553 méterrel a Velebit hegyen, Horvátországban.
A világ legnagyobb barlangterme a Sarawak Chamber, amely a Gua Nasib Bagus-ban (barlang) található a Gunung Mulu Nemzeti Parkban (Malajzia, Borneó, Sarawak). 700 méter hosszú, 400 méter széles és 80 méter magas.
A világ legnagyobb jégbarlangja az ausztriai Eisriesenwelt, hossza mintegy 42 km, habár ennek csak töredékét fedi az állandó jégtakaró.